# Musée Bröhan

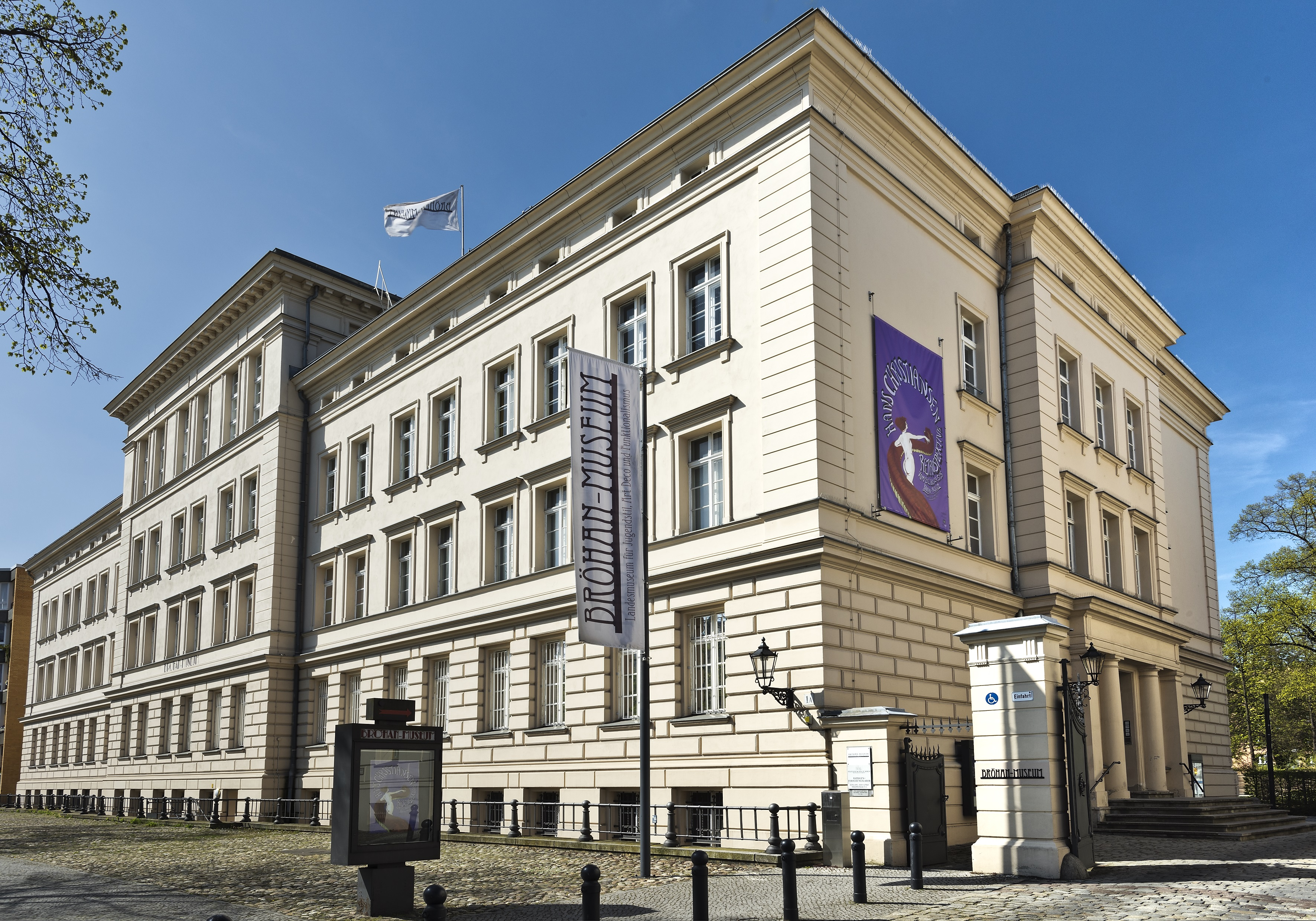
Musée Bröhan.

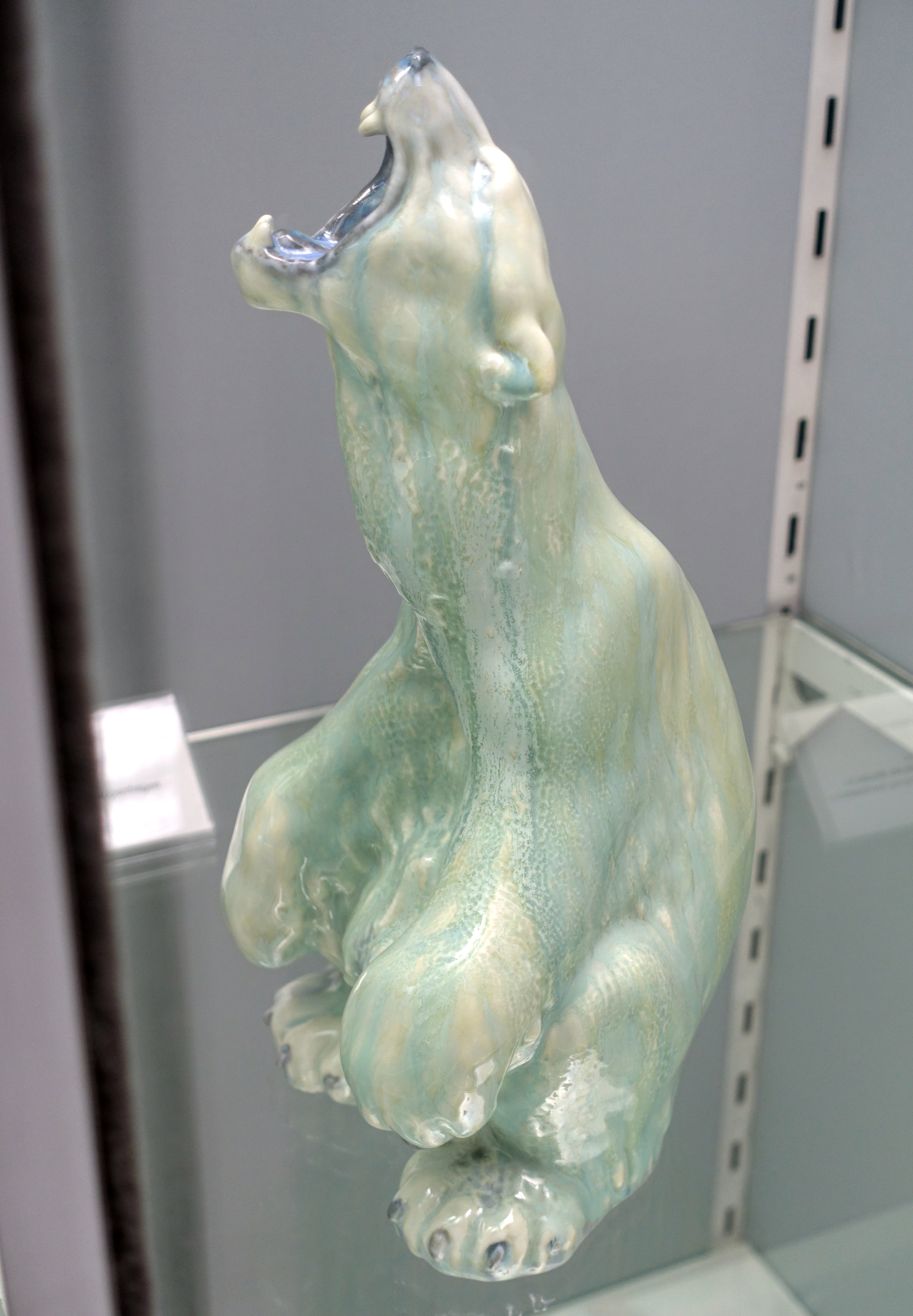
Hungry polar bear, œuvre de Carl Frederik Liisberg, Musée Bröhan

Le musée Bröhan (en allemand : Bröhan-Museum) est le musée de Berlin consacré à l'Art nouveau, l'Art déco et au design (1889-1939). Il se situe face au château de Charlottenburg,.
Ce musée abrite des milliers d'objets d'art, design industriel en plastique, peinture et graphique rassemblés par le collectionneur  Karl H. Bröhan (1921-2000) dans les années 1960. Celui-ci a fait don de sa collection au Land de Berlin. C'est en 1983 que le musée a été inauguré sur son site actuel.
On y trouve des objets en porcelaine, verre, céramique et des travaux en métal de l'époque de l'Art nouveau et de l'Art déco. Des meubles d'Henry van de Velde, Émile Gallé, Louis Majorelle, Josef Hoffmann ou Paul Iribe font également partie de la collection.
Les principales œuvres des peintres de la Berliner Secession, Karl Hagemeister, Hans Balu de Chek et Willy Jaeckel y sont exposées.